# Hey Baby
Hey Baby é uma canção pop composta por Gwen Stefani, Tony Kanal, Tom Dumont e Bounty Killer para o álbum Rock Steady, quinto da banda No Doubt. A gravação da música conta com a participação especial de Bounty Killer, grande nome do reggae music.
A canção saiu em 2001 como primeiro single de Rock Steady e recebeu vários elogios da critica musical.
Hey Baby fez grande sucesso e conquistou o Grammy de Melhor Performance Pop de Grupo ou Dueto com Vocais.